# Phygadeuon gracilis
Phygadeuon gracilis är en stekelart som beskrevs av Jaennicke 1867. Phygadeuon gracilis ingår i släktet Phygadeuon och familjen brokparasitsteklar. Inga underarter finns listade i Catalogue of Life.